# Altroff
Pour les articles homonymes, voir Altroff (homonymie).
Altroff est un village et une ancienne commune de la Moselle rattachée à celle de Bettelainville depuis 1811.

## Géographie
Situé sur une hauteur, ce village est traversé par la route D55.
Les localités les plus proches sont Neudelange à l'Est, Mancy à l'Ouest, Aboncourt au Nord-Est et Bettelainville au Sud-Ouest.

## Toponymie
En lorrain roman : Aultô. En francique lorrain : Aaltrëf et Aaldrëf.

### Mentions anciennes
Altor (787), Altertorf (Xe siècle), Altorff (1128), Aldorph (1178), Alttorff (1180), Atorf (1245), Haldorff (1322), Aultourf (1355), Altuspagus et Altus pagus (1403),  Altorff (1468), Alletorfe (1472), Altrof (1487), Allestorfre (1505), Hellestorfz (1517), Aldorf et Altdorf libera capella (1544), Aldorff (XVIIe siècle), Altroff sur le haut (1756), Altroff le haut (1770), Altroff (1793 et 1801), Altroff-le-Haut (1817 et 1844), Alt-dorf (1863).
Pendant les annexions allemandes de 1871-1918 et de 1940-44, ce village est renommé Altdorf.

### Étymologie
Le toponyme Altroff est une contraction des mots alt et troff qui signifie « vieux village » en langue thioise et, selon Bullet, « habitation haute/élevée » en langue celtique.

## Histoire
Ce village était à l'origine un alleu appartenant aux nobles de Valcourt, il était ensuite une annexe de la communauté  d'Aboncourt jusqu'en 1720.
Sur le plan spirituel, Altroff était une annexe de la paroisse d'Aboncourt jusqu'au 26 juillet 1720. À partir de cette date, Altroff fut érigé en paroisse de l’archiprêtré de Kédange, cette paroisse avait pour annexe Saint-Hubert et dépendait de l’abbaye de Villers-Bettnach.
Entre 1661 et 1789, ce village dépendait du bailliage de Thionville.
La commune d'Altroff fit partie du canton de Luttange de 1790 à 1802, puis de celui de Metzervisse à partir de cette dernière date ; elle fut réunie à la commune de Bettelainville par un décret du 9 décembre 1811.

## Démographie
| 1793 | 1800 | 1806 |
| ---- | ---- | ---- |
| 266  | 272  | 287  |

En 1817, il y a 284 habitants répartis dans 56 maisons et en 1844, il y a 288 personnes réparties dans 57 maisons.

## Culture locale et patrimoine
À Aboncourt, les habitants d'Altroff étaient surnommés : « lés trangne-srïns » (les étrangleurs de souris), un sobriquet qui fait référence aux pièges à souris jadis installés dans les granges, les écuries, etc.
Depuis 1989, la Saint-Laurent est une occasion de rassemblement autour du comité des fêtes d’Altroff.

### Lieux et monuments
- Église Saint-Laurent
- Monument aux morts de la paroisse d'Altroff-Saint-Hubert (1914-1918)